# Cavalcade
Cavalcade er en Oscarbelønnet amerikansk dramafilm fra 1933 instrueret af Frank Lloyd. Hovedrollerne spilles af Diana Wynyard, Clive Brook, Una O'Connor og Herbert Mundin. Filmen er baseret på et skuespil med samme titel fra 1931, skrevet af Noël Coward. Filmen blev belønnet med tre Oscars, inklusive Bedste film.

## Handling
Filmen skildrer familien Marryot og deres tjener Bridges liv fra boerkrigen, hvor Robert Marryot var kaptajn og Bridges korporal, da Jane Marryot og Ellen Bridges grædende tager afskjed med sine ægtemænd. Senere følger vi familierne til verdenskrigen. Marryot mister begge sine sønner, Bridges datter bliver en kendt danserinde og filmen slutter med at Robert og Jane drikker året 1933 ind som to gamle mennesker.
Handlingen strækker sig fra 1899 til 1933. Flere historiske hændelser ligger til grund for filmens handling, inklusive Boerkrigen, Dronning Victorias død, Titanics forlis og Første verdenskrig.

## Priser og nomineringer
Oscar:
- Bedste Film (1932/33, vinder)
- Bedste Instruktør (Frank Lloyd, vinder)
- Bedste Kvindelige Hovedrolle (Diana Wynyard, nomineret)
- Bedste Scenografi (William S. Darling og Fredric Hope, vinder)